# Yuen Woo-ping
Yuen Woo Ping (en chino, 袁和平; pinyin, Yuán Hépíng; nacido en 1945 en Cantón, China) es un coreógrafo de artes marciales y director de cine chino, renombrado como una las figuras más importantes en el mundo del cine de acción de Hong Kong.

## Inicios
Es el mayor de 12 hermanos. El joven Woo Ping estudió el arte de la ópera de Pekín y el Kung Fu, vigilado de cerca por su padre Yuen Siu-tien (quien fue mentor de grandes estrellas del kung fu hongkonés como Jackie Chan). Fue su padre el que introdujo al joven artista marcial en el mundo del cine en la serie de “Wong Fei Hung” producida en los 60, y las habilidades del joven no pasaron desapercibidas. Pronto los Saw Brothers se fijaron en el y empezó a participar en películas como Magnificent Trio (Cheh Chang, 1966), One-Armed Swordman (Cheh Chang, 1967) o Chinese Boxer (Yu Wang, 1970).
En 1971 Woo Ping recibe su primer encargo como coreógrafo de artes marciales de la mano del director Ng See Yuen, para la película Mad Killer, a partir de ese momento, y durante toda la década de los 70, colaboraría intensamente como coreógrafo con Yuen el producciones como Kung Fu, the Invincible Fist (1972), Deadly Buddhist Raiders (1972), Rage of Wind (1973) o Secret Rivals 2 (1977), además de seguir trabajando para los Saw Brothers como actor en películas como Blood Brothers (Cheh Chan, 1973).
Yuen no tardaría demasiado en saltar detrás de la pantalla para empezar su carrera como director. Sería en el año 1978 cuando dirigiría sus 2 primeras películas, La serpiente a la sombra del águila y El maestro borracho, rodeándose de 3 actores de la talla de Jackie Chan, Yuen Siu-tien (su padre) y Jang Lee Hwang. Estas 2 cintas son muy populares y están consideradas como grandes clásicos de las artes marciales, como debut en la dirección no es poca cosa. En 1979 dirigiría otra gran película, Dance of Drunken Mantis, esta vez sin Jackie Chan. Durante esta época alcanzaría grandes éxitos en su faceta de director con producciones del estilo de Magnificent Butcher (1979), codirigida con Sammo Hung, o Dreadnaught (1981).

## Desarrollo en el cine
Después de crear su propia compañía productora, en 1979, su prominencia dentro del mundo de las artes marciales crecería como la espuma, aprovechando además las influencias producidas por su protegido Donnie Yen. Aunque la popularidad de las cintas de kung fu clásicas descendiera durante mediados de los años 80, la popularidad de Woo Ping nunca lo hizo. En 1991 el género recibió un impulso de la mano de Tsui Hark, y el popular actor Jet Li, con la producción Érase una vez en China, que volvía a estar centrada en la figura de Wong Fei Hung y que coreografió Woo Ping. El éxito de esta cinta hizo surgir varias secuelas y muchas producciones durante esta época. Yuen, casi retirado de su carrera como actor, coreografió cintas como The Twin Dragons (Ringo Lam, Tsui Hark, 1992) o Fist of Legend (Gordon Chan, 1994) y dirigió películas del estilo de Iron Monkey (1993), Tai Chi Master (1993) o Wing Chun (1994).

## Woo-Ping en Hollywood
Yuen Woo Ping saltaría a la escena cinematográfica internacional debido a una sorprendente petición de los hermanos Wachowski, que lo eligieron para que coreografiara la película The Matrix (1999). este hecho le hizo centrarse en esta faceta y también coreografiaría la cinta Tigre y Dragón (Ang Lee, 2000). Yuen volvería a la escena hongkonesa de la mano de Tsui Hark con las cintas The Legend of Zu (2001) y Black Mask 2 (2002), para volver a tierras americanas y participar en The Matrix Reloaded (2003), The Matrix Revolutions (2003), las 2 partes de Kill Bill (2003, 2004) de Quentin Tarantino o Danny The Dog (Louis Leterrier, 2005). Sus últimos trabajos en su tierra natal son Kung Fu Sion (Stephen Chow, 2004) y Fearless (Ronny Yu, 2006), además de dirigir una nueva adaptación de The Tai Chi Master (2005).

## Filmografía
Como director:
- Snake in the Eagle's Shadow  (1978)  (Título cantonés: Se ying diu sau)
- Drunken Master (1978) (Título cantonés: Jui kuen)
- Dance of the Drunk Mantis  (1979) (Título mandarín: Nan bei zui quan)
- Magnificent Butcher (1979) (Título mandarín: Lin shi rong)
- The Buddhist Fist  (1980) (Título mandarín: Fo Zhang luo han quan)
- Dreadnought (1981) (Título mandarín: Yong zhe wu ju)
- Exciting Dragon (1981) (Long fa wei)
- Miracle Fighters  (1982) (Qi men dun jia)
- Oriental Voodoo (1982)
- Legend of a Fighter  (1982) (Huo Yuan-Jia)
- Shaolin Drunkard  (1983) (Tian shi zhuang xie)
- Drunken Tai-Chi  (1984) (Xiao tai ji)
- Mismatched Couples (1985) (Qing feng di shou)
- Dragon Vs. Vampire (1986) (Jiang shi pa pa)
- Tiger Cage (1988) (Te jing tu long)
- Huang jia shi jie zhi IV: Zhi ji zheng ren (1989)

In the Line of Duty
In the Line of Duty IV
Yes, Madam 4
- Xi hei qian (1990)

Tiger Cage (UK)
Tiger Cage 2
- Leng mian ju ji shou (1991)

Tiger Cage 3
- Last Hero in China (1993)
- Su qi er (1993)

Fist of the Red Dragon
Heroes Among Heroes
- Iron Monkey (1993)
- Tai Chi Master (1993)
- Wing Chun (1994)
- Huo yun chuan qi (1994)

Fire Dragon
- Hu meng wei long (1995)

The Red Wolf
- Jie tou sha shou (1996) (como Jua Lu-Jiang)

Iron Monkey 2
- Tai ji quan (1996)

Tai Chi Boxer
Tai Chi 2
Filmografía seleccionada como coreógrafo de artes marciales:
- The Bloody Fists (1972)
- Fist of Legend (1994)
- The Matrix (1999)
- Wò hǔ cáng lóng (2000)
- The Matrix Reloaded (2003)
- The Matrix Revolutions (2003)
- Kill Bill Vol. 1 (2003)
- Kill Bill Vol. 2 (2004)
- Kung Fu Sion (2004)
- Danny the Dog a.k.a. Unleashed (2005)
- Fearless (2006)
- The Forbidden Kingdom (2007)
- The Thousand Faces of Dounjia  (2017)